# ファミ筋
家族の絆で1000万!!スポーツゲームバトル ファミ筋スペシャル!!（ふぁみきん）は、2006年3月21日及び28日にフジテレビ系列で放送されたスポーツ番組。

## 概要
海筋肉王 〜バイキング〜の特別版として位置付けられ、家族が協力してゲームに挑戦し、最高賞金1000万円を目指す番組。

## キャスト
- 爆笑問題
- 中村仁美

飛行機の乗員として位置づけられ、田中はパーサー（進行）、太田は機長（家族の応援）、中村はキャビンアテンダント（アシスタント）として進めていた。
- 梅田淳 実況

## 障害物
基本ルール
3人以上の家族が挑戦する。その国にちなんだゲームを決められた順に攻略していく。クリアした場合は賞金獲得となるが、クリアするたびに賞金を資金にして次のステージに挑むか（チェックイン）、賞金を持って降りるか（チェックアウト）決めることができる。なお、ゲームに失敗すると賞金がクリアしたステージの最低保証金額になってしまう。
第1ステージ 日本・ファミリースピン
賞金10万円　失敗時0円
直径1.8mの円形ステージに家族の代表3人が乗り30秒間回転する。回転がストップした後、10秒以内に全員ゴールにたどり着ければクリア。
第2ステージ ギリシャ・ピタゴラス
賞金30万円 失敗時0円
代表者1人が挑戦。ベルトコンベアの上で走りながら前方のモニターに表示される計算問題を解く。正解するとバーが開き前進できるようになる。不正解だと10秒間問題が出題されない上、コンベアの速度が上がる。制限時間2分以内に8問正解し、ゴールのスイッチを押すことが出来ればクリア。
第3ステージ エジプト・ピラミッド
賞金50万円 失敗時0円
プレーヤー2人とナビゲーター1人に分かれて挑戦する。ピラミッド内部を模した巨大迷路の中をプレーヤーが進んでいく。ナビゲーターは上から指示を出す。途中には動かせるブロックがあるので動きを推理しながらプレーヤー達を出口へ向かわせる。制限時間1分以内に2人とも脱出できればクリア。
第4ステージ オーストラリア・ハーバーブリッジ
賞金100万円 失敗時30万円
3人が挑戦。2.5mの高さにある、それぞれ長さ5m。幅30cm、20cm、15cmの吊り橋を1本につき1人渡っていく。だれか1人でも落下した場合は失格。制限時間1分以内に全員が中央にある直径60cmの台に乗ることができればクリア。
- 第5ステージは次の2つから選べる。どちらも賞金200万円。失敗時50万円

ブラジル・アマゾン
3人が挑戦。横倒しになったドラム缶の上に立ち、下り坂を進んでいく。落ちずに9m進めればクリア。
中国・万里の長城
3人が挑戦。全員頭の上にボウルを装着し、1人にピンポン玉が入れられる。ピンポン玉を落とさないように次の人に手を使わず受け渡していく。担当していない1人は指示を行う。1個でもピンポン玉を落とすと失格。10段の階段を上り下りした後は走ってゴールに向かう。制限時間90秒以内にゴール出来たらクリア。
第6ステージ アメリカ・ブラックジャックターゲット
賞金300万円 失敗時100万円
野球（ストラックアウト）、サッカー（キックターゲット）、バスケットボール（9フープス）、ボウリング、フリスビーに5回挑戦し、得たポイントが21になればクリア。同じゲームに複数回挑戦することもできるが、同じ人が連続して挑戦することはできない。
野球（ストラックアウト）:5番のみフレームで囲まれたメジャーなストラックアウト。抜いた番号が得点となる。最大で8・9の2枚抜き。17点が獲得可能。
サッカー（キックターゲット）:レイアウトは初代だが上段の1・2・3・4。中段の5・6・7・8は2枚抜きが可能。最大で7・8の2枚抜き。15点が獲得可能。
バスケットボール（9フープス:特殊なギミックは無く、通常の9フープスである。最大で9点獲得可能。
ボウリング:通常の10本ボウリング。倒した本数がそのまま得点となる。
フリスビー:得点が11点以上で挑戦可能になる。巨大な円形の的に21になる数字が書かれており、フリスビーを当て倒すことができれば得点。一見簡単そうだが、フリスビーのコントロールが定まらず、また勢いが弱いと倒れないため難関だった。
結局全チームがここで敗退してしまった。
第7ステージ ドイツ・ワールドカップ
賞金500万円。
全チーム敗退のため放送されなかったが、その年に開催されたドイツワールドカップにちなみ、2人がサッカーボールを落とさないよう左右からバーで支えながらバーがフレームに触れないように進むゲームだった。
最終ステージ ???
賞金1000万円
全チーム敗退のため明らかにされなかった。
- 番宣チャレンジ

番組を宣伝したいグループが挑戦。番組が提示したゲームに挑戦し1回クリアするたびに番宣タイム20秒獲得。ただし、1回でも失敗すれば番宣はなし。